# Dahomey Gap
Das Dahomey Gap (auch Dahomey Corridor) ist eine Trockenzone an der Guineaküste Westafrikas, die sich von Südost-Togo und Mittel-Benin bis nach West-Nigeria erstreckt. Sie schließt sich an eine küstennahe Trockenzone im Bereich Ghanas und Togos (Ghana Dry Zone)  an und bildet einen fast waldfreien Savannen-Korridor, der zwischen westlich und östlich davon liegenden immergrünen tropischen Regenwäldern eingebettet ist (das englische Wort „gap“ bedeutet „Lücke“, Dahomey ist die frühere Bezeichnung von Benin). Die Regenwälder westlich des Korridors werden als Upper Guinean Forests bezeichnet, diejenigen östlich davon als Lower Guinean Forests. 

## Klima und Gründe der Trockenheit

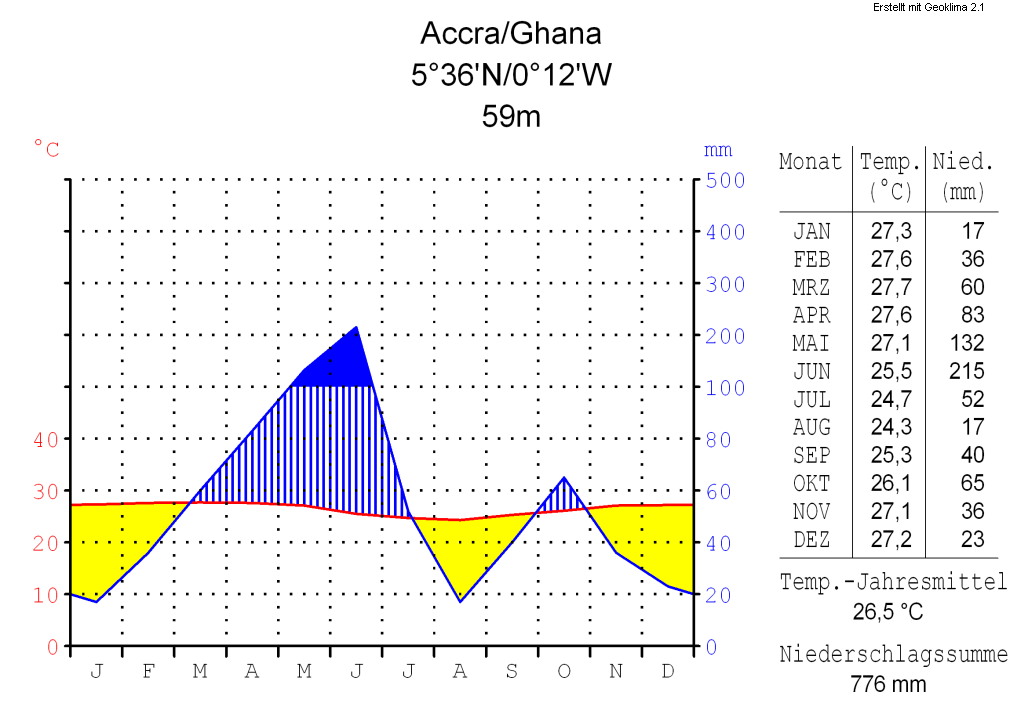
Klimadiagramm von Accra

Accra, in der anschließenden Trockenzone Ghanas liegend, erhält einen mittleren Jahresniederschlag von weniger als 800 mm (obwohl es wie das nordöstlich anschließende Dahomey Gap zum Einflussbereich des westafrikanischen Monsuns gehört), etwa das Doppelte wäre auf dieser geographischen Breite für einen Tropischen Regenwald erforderlich. Auch der Niederschlag im Dahomey Gap (etwa 1100 bis 1200 mm) reicht wegen der hohen Evaporation dafür nicht aus.
Bei der Entstehung dieser Trockenzone wirkt ein komplexes Wechselspiel  ozeanographischer und atmosphärischer Faktoren zusammen. So fallen im August die Meeres-Oberflächentemperaturen in Teilen des nördlichen Guineagolfes von über 28 °C auf 21,5 °C ab. Aufquellendes kaltes Tiefenwasser stabilisiert die untere Troposphäre und reduziert so die Niederschlagsmenge. Dies wirkt sich entsprechend auch auf die Energie landeinwärts wandernder Gewitterlinien aus. Für das Erscheinen des kalten Tiefenwassers an der Meeresoberfläche ist zu einem Teil die vorherrschend südwestliche monsunale Windrichtung verantwortlich. Eine besondere Rolle spielt jedoch eine im äquatorialen Atlantik entstehende kalte Kelvinwelle, die vor der Trockenregion auf den Schelf trifft. Gewissen Einfluss hat auch die Orographie: So kämmt die fast 1000 m erreichende Atakora-Gebirgskette einen Teil der Feuchtigkeit aus den Monsunwinden. Auch die Ausprägung des Höhenwindfeldes im Bereich des Dahomey Gap fördert hier weniger Konvektion als in den angrenzenden Feuchtzonen.

## Geschichte und Bedeutung
In seiner gegenwärtigen (Vegetations-)Gestalt existiert das Dahomey Gap, wie Pollenanalysen zeigten, erst etwa seit 4000 Jahren. In früheren Phasen des Holozäns, besonders während der Interglazialzeiten, reichte der Niederschlag hingegen zeitweise aus, die Lücke durch Wald zu schließen. Die Schneise (Savanne bzw. ein Wald-Savannen-Mosaik, unter anderem reich an Ölpalmen) wirkt heute als natürliche Barriere für den Artenaustausch von Tieren und Pflanzen zwischen den westlich und östlich davon gelegenen Waldgebieten. 
Anthropogene Ursachen sind für die Ausbildung des Korridors nicht verantwortlich. Ihre relative Trockenheit macht die Region aber im Hinblick auf die Wasserversorgung besonders anfällig für Störungen durch den Menschen. Einige Nutzpflanzen der subhumiden Tropen befinden sich hier unter dem Aspekt des Niederschlags an ihrer unteren Anbaugrenze.